# Hirsch Wolofsky
 (mai 2018).
Si vous disposez d'ouvrages ou d'articles de référence ou si vous connaissez des sites web de qualité traitant du thème abordé ici, merci de compléter l'article en donnant les références utiles à sa vérifiabilité et en les liant à la section « Notes et références ».
Hirsch Wolofsky (1878-1949) est un journaliste et auteur canadien d’origine polonaise. Il fonde en 1907 le premier journal en langue yiddish d'envergure au Canada, le Keneder Adler (L'Aigle canadien). Personnage influent, il est au cœur de la construction identitaire juive de Montréal.